# 三浦雅樹
三浦 雅樹（みうら まさき、1986年4月4日 - ）は、神奈川県出身の元サッカー選手、サッカー指導者。

## 来歴
少年時代に神奈川県横浜市にある地域サッカークラブSCH.FCでサッカーと出会う。その後12歳までプレーし、横浜F・マリノスのジュニアユースチームに移籍。さらに星槎国際学園高等部湘南校スポーツアカデミーコースのサッカー専攻を経て、Jリーグ横浜FCで元日本代表の三浦知良や山口素弘や城彰二とプレーしたが、残酷にも彼は1年で解雇通告される。その後、海外での挑戦を目指しドイツへ渡った。
ドイツのザールラント州のFCライムスバッハで数か月プレーした後、ライン川とモーゼル川が合流するラインラント=プファルツ州のSV Rossbachに移籍した。SV Rossbachで在籍中DFBポカールにフル出場し、当時ドイツ代表マルセル・ヤンセンやオリバー・ノイビル、アメリカ代表ケーシー・ケラーなどが在籍する、ブンデスリーグ1部のボルシア・メンヒェングラートバッハと対戦。試合後にユップ・ハインケス監督から入団テストのオファーをもらったが、シーズン中の試合で腰椎横突起骨折により3カ月程度の安静を強いられた。その間入団テストのオファーが解消。
その後、現在ブンデスリーグの監督として活躍するシュテファン・クレーマーと数シーズンをともにしたのち引退。引退後は、彼が少年時代に所属していたSCH.FCの指導者として、幼児から中学生までを指導している。

## 個人成績
| 国内大会個人成績 | 国内大会個人成績 | 国内大会個人成績 | 国内大会個人成績 | 国内大会個人成績 | 国内大会個人成績 | 国内大会個人成績  | 国内大会個人成績  | 国内大会個人成績 | 国内大会個人成績 | 国内大会個人成績 | 国内大会個人成績 |
| 年度             | クラブ           | 背番号           | リーグ           | リーグ戦         | リーグ戦         | リーグ杯          | リーグ杯          | オープン杯       | オープン杯       | 期間通算         | 期間通算         |
| 年度             | クラブ           | 背番号           | リーグ           | 出場             | 得点             | 出場              | 得点              | 出場             | 得点             | 出場             | 得点             |
| 日本             | 日本             | 日本             | 日本             | リーグ戦         | リーグ戦         | リーグ杯          | リーグ杯          | 天皇杯           | 天皇杯           | 期間通算         | 期間通算         |
| ---------------- | ---------------- | ---------------- | ---------------- | ---------------- | ---------------- | ----------------- | ----------------- | ---------------- | ---------------- | ---------------- | ---------------- |
| 2005             | 横浜FC           | 28               | J2               | 0                | 0                | -                 | -                 |                  |                  |                  |                  |
| 通算             | 日本             | 日本             | J2               | 0                | 0                | -\|\|\|\|\|\|\|\| | -\|\|\|\|\|\|\|\| |                  |                  |                  |                  |
| 総通算           | 総通算           | 総通算           | 総通算           | 0                | 0                | 0                 | 0\|\|\|\|\|\|\|\| |                  |                  |                  |                  |